# Trasa Mieszczańska we Wrocławiu

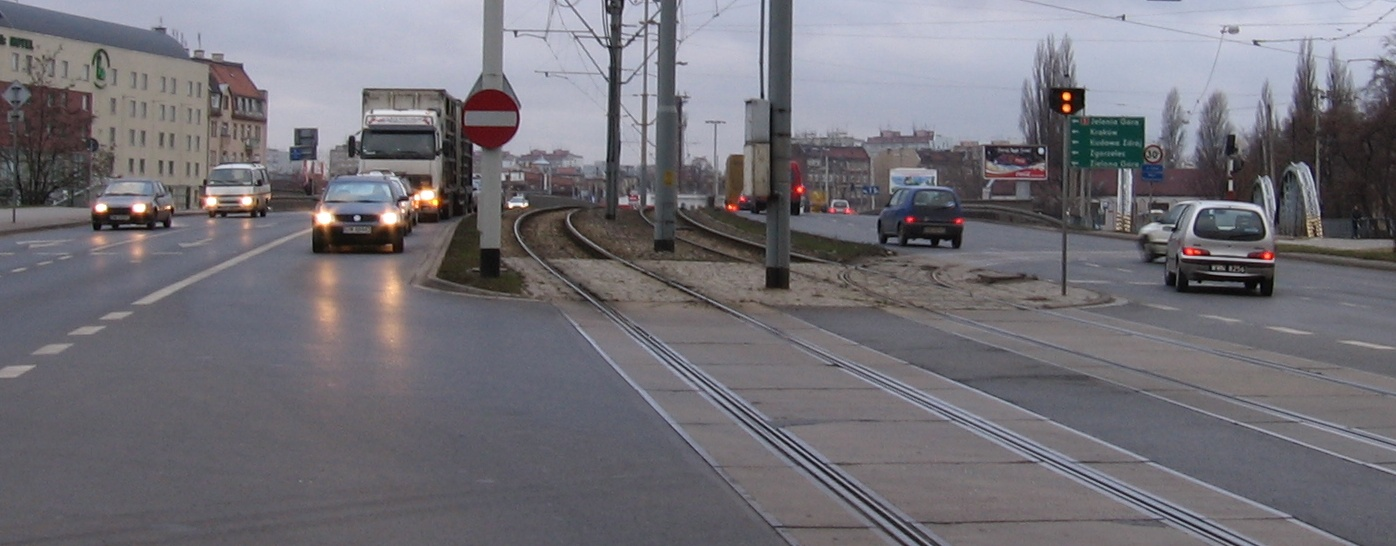
środkowy odcinek Trasy mieszczańskiej – wjazd na nowy Most Mieszczański od wschodu; po prawej w oddali widoczne stalowe łuki nośne starego Mostu Mieszczańskiego

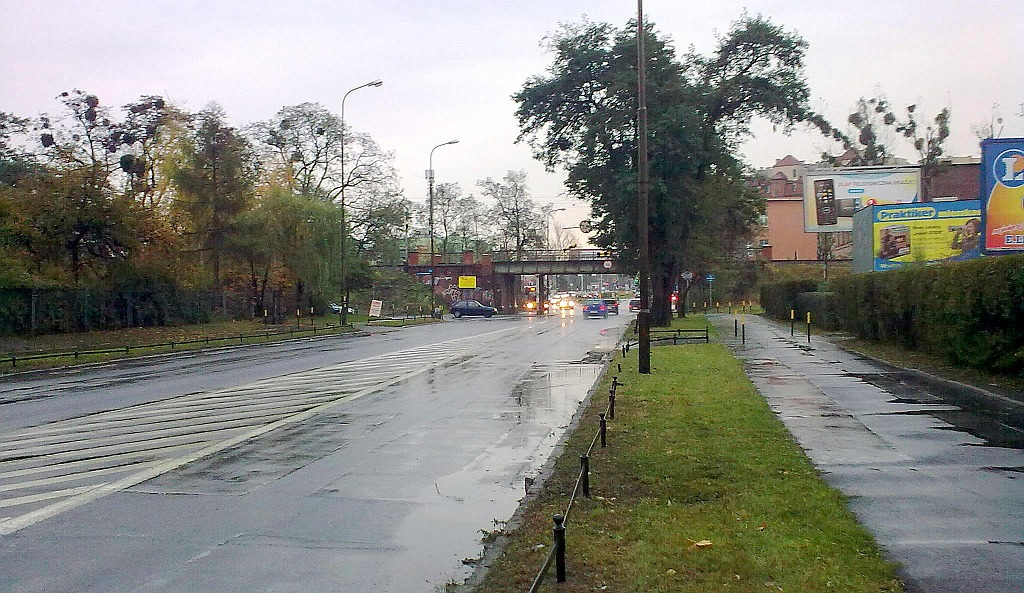
północny fragment Trasy Mieszczańskiej – ul. Długa

Trasa Mieszczańska we Wrocławiu – śródmiejski trakt komunikacyjny przecinający odrzańską wyspę Kępę Mieszczańską – stąd nazwa trasy – łączący (poprzez pl. Bema, ul. Sienkiewicza i ul. Grunwaldzką) drogę wylotową w kierunku Oleśnicy, Łodzi i Warszawy (droga krajowa nr 8) z drogą wylotową (poprzez ul. Starogroblową i Milenijną) w kierunku Środy Śląskiej, Zielonej Góry i Szczecina (droga krajowa nr 94) oraz z drogą krajową nr 5 wiodącą ulicą Milenijną, prowadzącą na północ do Trzebnicy i Poznania.
Zasadniczy odcinek Trasy Mieszczańskiej, zaczynający się na pl. Bema przez ulice Drobnera i Dubois, nowy Most Mieszczański, ulicę Mieszczańską, Most Dmowskiego i ul. Dmowskiego oraz ul. Długą liczy ok. 2,9 km. Trasa przeprowadzona została w latach 80. i latach 90. XX wieku jako całkowicie nowa dwujezdniowa (w większej swej części) ulica, częściowo tylko pokrywająca się z istniejącą wcześniej siatką ulic. Obydwa znajdujące się na jej trasie mosty (Mieszczański i Dmowskiego) są nowymi konstrukcjami, a przeprowadzenie trasy przez XIX-wieczną zabudowę w okolicach ul. Dubois wymagało wyburzeń niektórych z tutejszych kamienic.
Na północno-zachodnim odcinku Trasy Mieszczańskiej (na ulicy Długiej) ruch ciężarowy jest w znacznym stopniu ograniczony przez przecinający tę ulicę stosunkowo wąski i niski wiadukt kolejowy (max. wysokość przejeżdżających pod nim pojazdów nie może przekraczać 3,3 m), widoczny na dolnej fotografii obok.